# Konkurs na sztukę antytyfusową

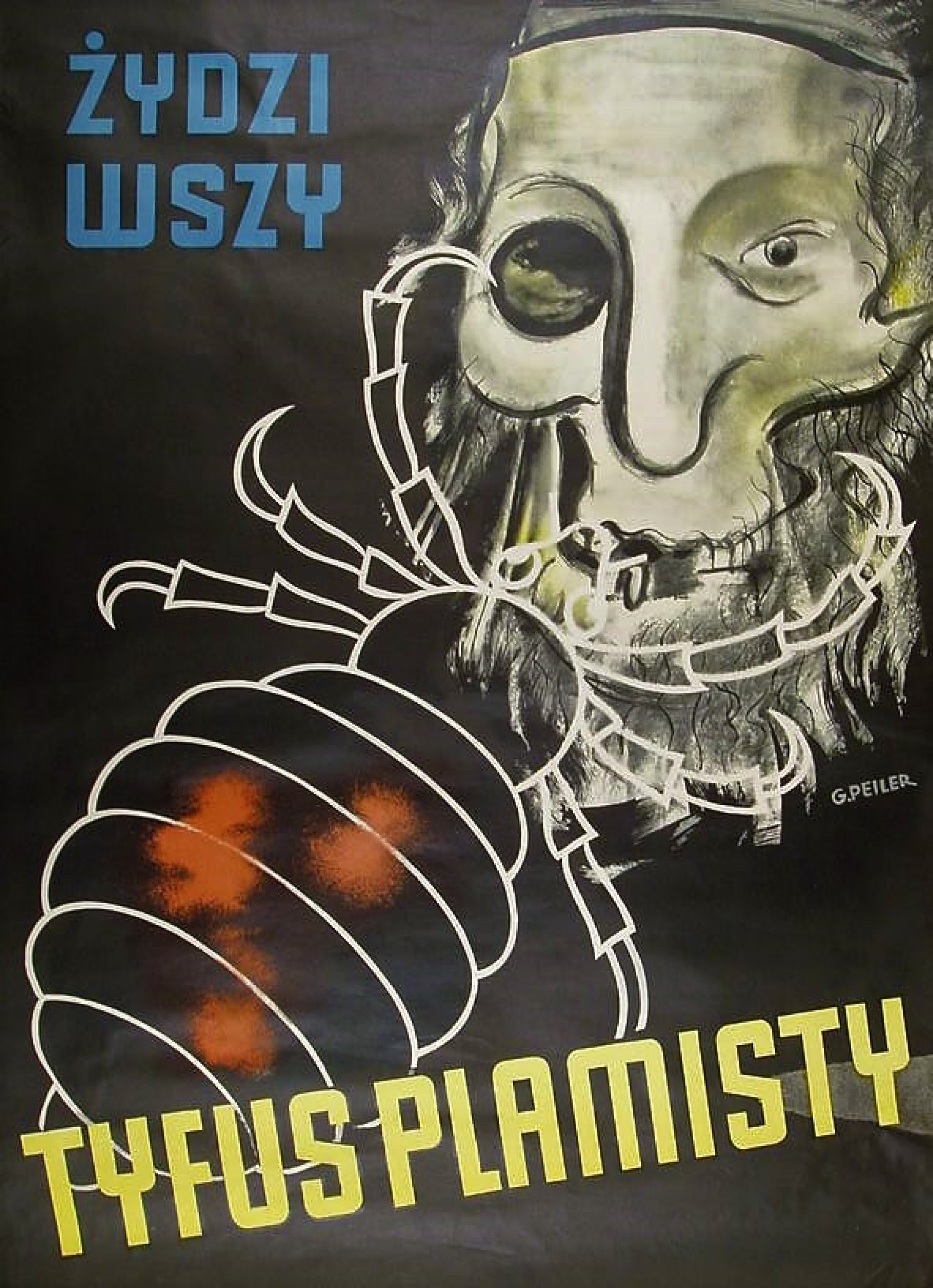
Reprezentujący ten sam wycinek propagandy plakat przypisujący Żydom rzekome przenoszenie chorób zakaźnych

Konkurs na sztukę antytyfusową – przeprowadzony wiosną 1942 w Generalnym Gubernatorstwie wśród polskich twórców konkurs na utwór dramaturgiczny propagujący walkę z tyfusem.
W założeniach konkursu zwycięski utwór miał ilustrować antysemicką tezę, jakoby Żydzi byli odpowiedzialni za przenoszenie zarazków chorób zakaźnych. Był to propagandowy pretekst: od października 1941 Żydzi wychodzący poza getta bez pozwolenia, a także Polacy ukrywający Żydów byli karani śmiercią. Sztuka pod pozorem walki z chorobami miała więc nakłaniać Polaków do wskazywania ukrywających się Żydów.
Uhonorowana pierwszą nagrodą w konkursie sztuka pt. Kwarantanna stanowiła jedyną pozycję w repertuarze Teatru Objazdowego Generalnego Gubernatorstwa.

## Przeprowadzenie konkursu i wyniki
Konkurs ogłosił Urząd Propagandy (Propaganda-Abteilung) przy Urzędzie Gubernatora Dystryktu Warszawskiego. Celem stawianym zgłaszanym pracom było potępienie środowiska żydowskiego, prymitywnego i zacofanego rozsadnika chorób i tyfusu. Konkurs był zamknięty: wezwano do niego literatów i artystów o ambicjach dramaturgicznych, którzy współpracowali z teatrami jawnymi oraz kilkoro pisarzy niemających z tym środowiskiem nic wspólnego, m.in. Magdalenę Samozwaniec i Tadeusza Kudlińskiego.
Wielu wezwanych zgłosiło się do władz podziemnych z prośbą o opinię, jak się zachować w takiej sytuacji, gdyż uważali, że choć temat konkursu jest nie do przyjęcia, to zignorowanie nakazu może mieć groźne skutki, a obawiali się o życie swoje i bliskich. Związana z Armią Krajową Tajna Rada Teatralna nakazywała w takich przypadkach autorom oddawać prace niespełniające formalnych wymogów dla utworu scenicznego albo dramaty całkowicie ignorujące temat. Kilkoro autorów nie nadesłało żadnej pracy, np. reżyser Tadeusz Chrzanowski, który został za to ukarany odebraniem tzw. Erlaubniskarty, dokumentu potwierdzającego wykonywanie zawodu artystycznego.
Na konkurs nadesłano około 40 prac, wśród których rywalizacja „szła w dół”, zgodnie z zaleceniem podziemnych władz. Pierwszą nagrodę otrzymała Halina Rapacka za sztukę obyczajową Kwarantanna, drugą Tadeusz Wołowski za sztukę z elementami społecznikowskimi Zaświta. 
Premiera Kwarantanny odbyła się 1 sierpnia 1942 w Tarnowie. Zaświta nigdy nie została wystawiona na scenie; jedyne egzemplarze tekstu sztuki zaginęły, a treść znana jest tylko z relacji autora. Oba utwory były przedmiotem powojennego procesu.

### Treść nagrodzonych dramatów
- Kwarantanna – lichwiarz Izaak Sarna przyjmuje w swojej kamienicy Irenę, córkę profesora zrujnowanego przez weksle. Sarna, wyzyskujący i oszukujący wszystkich swoich mieszkańców, odmawia dziewczynie pomocy. Kiedy Irena przebywa w kamienicy, w dzielnicy zostaje ogłoszona trzytygodniowa kwarantanna. W ciągu tego czasu Irena zakochuje się w lokatorze, bogatym dyrektorze, i razem decydują się oni stawić czoło kłopotom powodowanym przez Izaaka Sarnę.
Intryga Kwarantanny opierała się na perypetiach obyczajowo-komediowych; według recenzji prasy gadzinowej, była to przemiła historyjka z tysiąca i jednej przygód wielkiego miasta, która bawi ucząc.

- Zaświta – Walenty Kiełcz jest sierotą po zmarłych na tyfus. W trakcie studiów medycznych zapoznał się z pracami Instytutu Weigla i jako lekarz wrócił na rodzinną wieś, by walczyć z chorobami zakaźnymi. Chłopi, podburzani przez lokalną znachorkę, byli początkowo nieufni wobec praktyki Kiełcza, ale kiedy dzięki jego działaniom udało się opanować epidemię tyfusu, lekarz odniósł sukces.
W sztuce, napisanej stylizowaną gwarą ludową, nie pojawiał się żaden żydowski bohater.